# Pennewang
Pennewang osztrák község Felső-Ausztria Welsvidéki járásában. 2021 januárjában 946 lakosa volt. 

## Elhelyezkedése

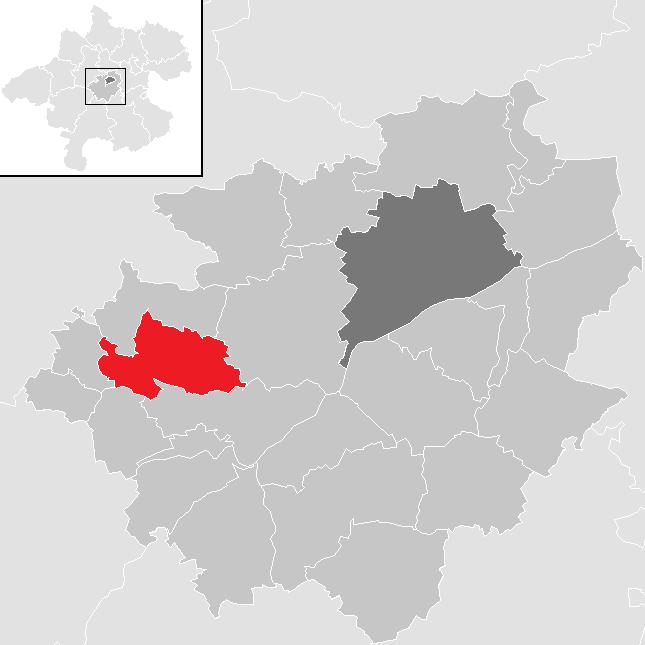
Pennewang a Welsvidéki járásban

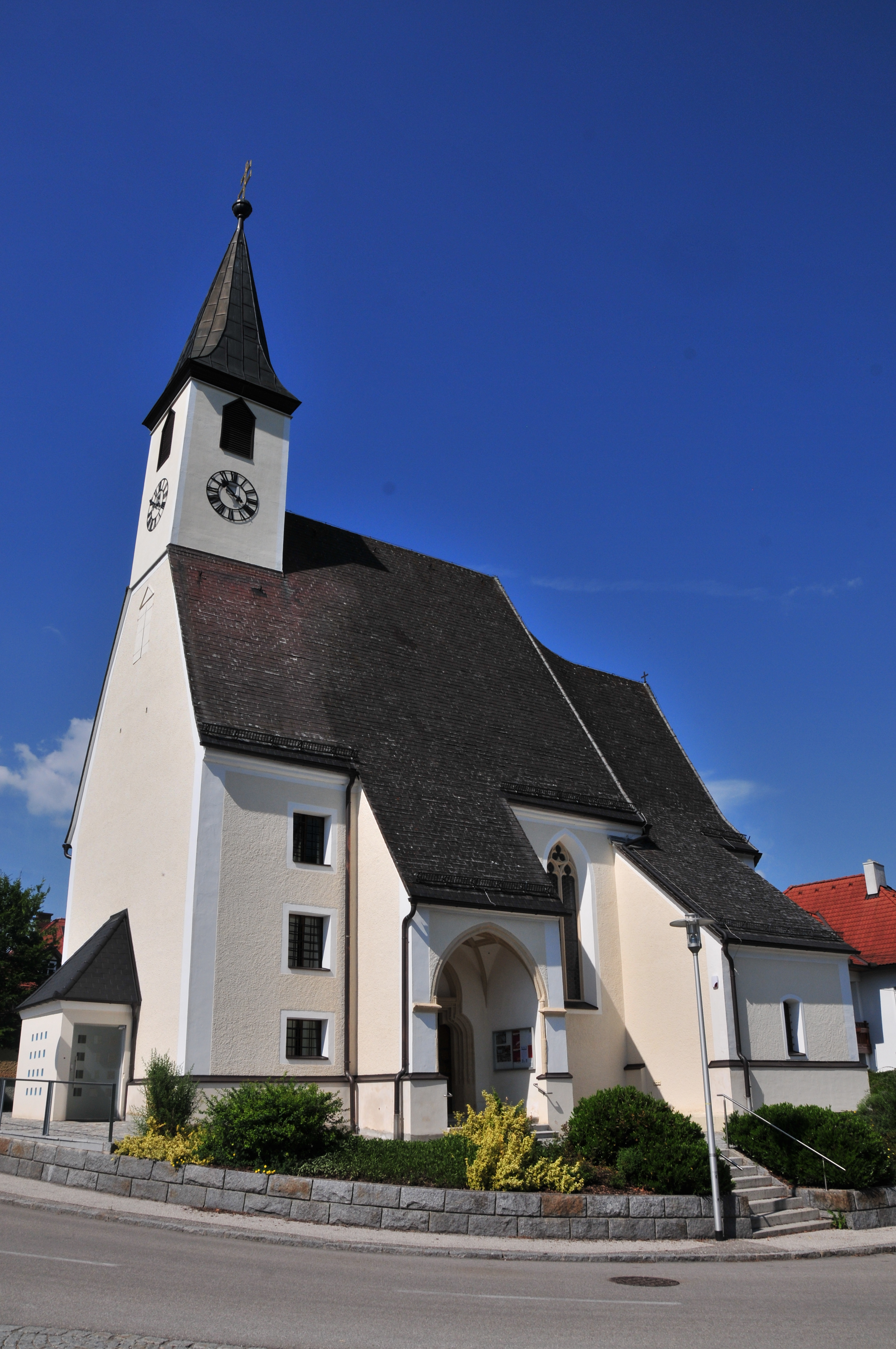
A Szt. Bertalan-plébániatemplom

Pennewang a tartomány Hausruckviertel régiójában fekszik a Hausruckvierteli-dombságon. Területének 24,2%-a erdő, 68,3% áll mezőgazdasági művelés alatt. Az önkormányzat 27 települést és településrészt egyesít: Arbing (23 lakos 2020-ban), Bachstätten (24), Braunberg (24), Breitenau (43), Dirnberg (11), Felling (71), Graben (14), Horning (8), Kohlgrub (11), Krexham (67), Mitterfils (40), Nölling (23), Oberfils (18), Parzham (15), Pennewang (106), Pimming (28), Pühret (26), Rosenberg (48), Schmitzberg (16), Schneiting (32), Staffel (92), Stürzling (11), Unterfils (9), Unterwald (37), Weinzierl (11), Weißbach (27) és Wiesham (88). 
A környező önkormányzatok: északra Offenhausen, keletre Gunskirchen, délkeletre Edt bei Lambach, délnyugatra Neukirchen bei Lambach, nyugatra Bachmanning.

## Története
A breitenui uradalmat (és talán várat) 987-ben adományozta Friedrich salzburgi érsek a szintén salzburgi Szt. Péter-apátságnak. A birtok egészen 1848-ig, a feudális rendszer felszámolásáig a kolostoré maradt és a majorság azóta is az ő tulajdonában van. A régió a 12. századik a Bajor Hercegség keleti határvidékéhez tartozott, majd Ausztriához került. Az Osztrák Hercegség 1490-es felosztásakor az Ennsen-túli Ausztria része lett. 
A napóleoni háborúk során a települést több alkalommal megszállták. 
A köztársaság 01918-as megalakulása után Pennewang Felső-Ausztria tartomány része lett. Miután a Német Birodalom 1938-ban annektálta Ausztriát, az Oberdonaui gauba sorolták be. A második világháború után az ország függetlenné válásával ismét Felső-Ausztriához került.

## Lakosság
A pennewangi önkormányzat területén 2021 januárjában 946 fő élt. A lakosságszám 1981 óta enyhén gyarapodó tendenciát mutat. 2018-ban az ittlakók 96,5%-a volt osztrák állampolgár; a külföldiek közül 0,7% a régi (2004 előtti), 2,7% az új EU-tagállamokból érkezett. 2001-ben a lakosok 92,2%-a római katolikusnak, 1,9% evangélikusnak, 5% pedig felekezeten kívülinek vallotta magát. Ugyanekkor a német nemzetiségűeken (99,4%) kívül 5 horvát (0,6%) élt a községben. 
A népesség változása:

| 2016 | 901 |
| 2018 | 888 |

## Látnivalók
- a breitenaui kastély (illetve majorság, egyes vélemények szerint korábban létezett egy külön kastély is)
- a Szt. Bertalan-plébániatemplom

## Fordítás
- Ez a szócikk részben vagy egészben  a   Pennewang című német Wikipédia-szócikk ezen változatának fordításán alapul.  Az eredeti cikk szerkesztőit annak laptörténete sorolja fel. Ez a jelzés csupán a megfogalmazás eredetét és a szerzői jogokat jelzi, nem szolgál a cikkben szereplő információk forrásmegjelöléseként.